# 장사천
장사천(蔣斯千, 1814년 12월 31일 ~ 1894년 11월 21일)은 중국 청나라 말기의 인물로 자는 옥표(玉表)이며 국민정부의 초대 총통 장제스의 조부이다.

## 생애
1814년 장사증(蔣祈增, 1783 ~ ?)의 아들로 태어났다. 그의 집안은 한미하였고 농업을 가업으로 삼았는데 장사천 역시 어려서부터 농사를 지었다. 이후 장사천은 노년이 되어서야 장제스의 본적인 절강 봉화 계구진에 기반을 잡을 수 있었다. 
그곳에서 장사천은 옥태염포(玉泰鹽圃)를 설립하고 술, 소금을 파는 상인이 되었으며 사업은 점차 쌀, 채전(菜餅), 석회 사업으로 확장되어 부를 쌓게 되었다. 이후 1894년 사망하였고 그의 가업은 차남인 장조총이 이었다.
사후 장중정은 그를 다음과 같이 평가했다.
"우리 족속은 사걸공(仕傑公)이 금계(錦溪)로 이주한 이래, 여러 세월에 걸쳐 부지런이 일하고, 예양(禮讓)을 경숭(敬崇)하였으나, 근래 300년 동안 단 한명도 관직에 나서지 못했다. 그러나 지공(至公, 장사천)이 장사를 시작하니 생계가 날로 넉넉해졌으며, 상업으로 시작했지만 소금에 힘써 집안이 나날히 발전하였다."

## 가족
장사천은 장남 장조해(蔣肇海), 차남 장조총을 두었는데 장조총이 바로 장제스의 부친이다.